# 出世払い
出世払い（しゅっせばらい）とは、将来出世・成功した際に返済するという約束で明確に返済期限を設けずに行う金銭の貸借のことである。実行する際には出世証文（しゅっせしょうもん）という借用証書を作成する。
現代では、相手に対し金銭的援助の意味合いで「将来出世をした時に返してくれたら良い」と言って、明確に期限を設けずにお金を貸す行為を指すことが多い。この場合は借用証書を作成しないことも多い。お金を貸した方が（経済的に没落するなどして）すみやかな返済を求めたときに、借りた方が相変わらず出世をしていない（返済能力がない）場合、金銭トラブルに発展する恐れがある。

## 関連文献
- 宇佐美英機『近江商人と出世払い‐出世証文を読み解く』〈歴史文化ライブラリー〉吉川弘文館、2021年11月　ISBN　9784642059381

## 法的解釈

### 民法上解釈
法的に「出世払い」を条件か期限のどちらに解釈するのかが論点になるが、大審院大正4年3月24日の判例は、期限（不確定期限）と解釈した。よって、法律上は出世払いであっても返済の義務があり、貸した方に「これ以上出世の見込みが無い」と見限られれば、その時点で全額返済の義務が生じる。
いわば期限の利益喪失と同じ考え方である。

### 税法上解釈
税法上では贈与とみなされ、贈与税が課される。